# Số VIN
VIN (hay còn gọi là số khung) là từ viết tắt của Vehicle Identification Number, bao gồm 17 ký tự và được đánh số theo nhiều cách khác nhau. Hệ thống VIN ở Châu Âu khác Bắc Mỹ và khác với ký hiệu VIN quốc tế và được quy định theo chuẩn ISO 3833.
VIN được sử dụng lần đầu tiên vào năm 1951. Từ 1954 đến 1981 không có tiêu chuẩn nào cho VIN, do đó nó rất nhiều định dạng khác nhau. Vào năm 1981, Hoa Kỳ mới đưa tiêu chuẩn này chuẩn chung.
Tuy nhiên, chúng vẫn có một vài điểm chung như ký tự đầu tiên của VIN cho biết nước sản xuất như Hoa Kỳ (số 1 hoặc 4), Nhật Bản (J). Bên cạnh đó, ký tự thứ 10 của tất cả các tiêu chuẩn đều chỉ năm sản xuất.
Đây là một trong những thông tin quan trọng nhất mà người mua cần biết khi kiểm tra xe cũ. Ký tự thứ 10 được ghi theo nguyên tắc sau: trước năm 2000 là chữ cái còn sau đó là chữ số. Ví dụ, 1990(L), 1991(M), 1992(N), 1993(P), 1994(R), 1995(S), 1996(T),1997(V), 1998(W), 1999(X), 2000(Y), 2001(1), 2002(2), 2003(3). Chiếc xe trong ảnh có VIN "3VWCK21Y63M309588", số "3" đầu tiên chỉ nó được sản xuất tại México, còn ký tự thứ 10 là số "3" thể hiện năm xuất xưởng 2003.
Tất cả các xe khi gặp tai nạn, lụt lội, đổi biển, đổi chủ hoặc đưa đi đăng kiểm đều được ghi vào bản ghi "report" tiểu sử của chiếc xe. Những hỏng hóc nặng hay các đợt thu hồi đều được nhà sản xuất ghi theo VIN. Nói chung, VIN là "chứng minh thư" của một chiếc xe sau khi xuất xưởng. Các cơ quan như cảnh sát, bảo hiểm, đăng kiểm sẽ ghi tình trạng của chiếc xe theo VIN chứ không theo biển số. Một vài trường hợp tai nạn nhẹ hoặc hỏng hóc có chi phí sửa dưới 10.000 USD thường không được ghi vào lịch sử.

## Số nhận dạng xe (VIN)
Tất cả các xe hơi và mô tô địa hình xe tải nhẹ từ sau năm 1981 có một mã số duy nhất 17 ký tự xe (VIN). VIN có nhiều công dụng quan trọng, bao gồm cả việc mở khóa thông tin quan trọng về lịch sử của chiếc xe.
Có ít nhất bốn tiêu chuẩn cho việc tạo ra mã VIN.
- FMVSS 115, Part 565: Sử dụng ở Hoa Kỳ và Canada 2]
- ISO Standard 3779: Được sử dụng ở Châu Âu và nhiều nơi khác trên thế giới
- SAE J853: Rất giống với tiêu chuẩn ISO
- ADR 61/2 được sử dụng ở Úc, tham chiếu lại ISO 3779 và 3780.[3]

VIN cũng có nhiều ứng dụng quan trọng khác. Ví dụ, cửa hàng dịch vụ sử dụng VIN để xác định động cơ, truyền tải và hệ thống phanh được cài đặt bởi nhà sản xuất để họ có thể sửa chúng. Cơ quan thực thi pháp luật sử dụng VIN để xác định và phục hồi những chiếc xe bị đánh cắp và các bộ phận xe hơi. Các nhà sản xuất sử dụng VIN trong việc thu hồi xe.

## Cấu tạo của VIN
Ngày nay hệ thống VIN dựa vào hai tiêu chuẩn chính, chuẩn ISO năm 1979 và 1980; ISO 3779 và ISO 3780. Nhưng tiêu chuẩn này cũng khác khi ở những nơi khác nhau như Châu Âu và Hoa Kỳ.
VIN bao gồm những phần sau:
| Tiêu chuẩn                                             | 1                                    | 2                                    | 3                                    | 4                                     | 5                                     | 6                                     | 7                                     | 8                                     | 9                                     | 10                                   | 11                                   | 12                                   | 13                                   | 14                                   | 15                                   | 16                                   | 17                                   |
| ISO 3779                                               | Định danh nơi sản xuất trên thế giới | Định danh nơi sản xuất trên thế giới | Định danh nơi sản xuất trên thế giới | Mô tả thành phần xe                   | Mô tả thành phần xe                   | Mô tả thành phần xe                   | Mô tả thành phần xe                   | Mô tả thành phần xe                   | Mô tả thành phần xe                   | Mô tả định danh xe                   | Mô tả định danh xe                   | Mô tả định danh xe                   | Mô tả định danh xe                   | Mô tả định danh xe                   | Mô tả định danh xe                   | Mô tả định danh xe                   | Mô tả định danh xe                   |
| Tiêu chuẩn châu Âu cho những nơi nhiều hơn 500 Xe/ năm | Định danh nơi sản xuất trên thế giới | Định danh nơi sản xuất trên thế giới | Định danh nơi sản xuất trên thế giới | Mô tả "Những đặc điểm đặc thù của xe" | Mô tả "Những đặc điểm đặc thù của xe" | Mô tả "Những đặc điểm đặc thù của xe" | Mô tả "Những đặc điểm đặc thù của xe" | Mô tả "Những đặc điểm đặc thù của xe" | Mô tả "Những đặc điểm đặc thù của xe" | Mô tả "Những chi tiết rõ ràng về xe" | Mô tả "Những chi tiết rõ ràng về xe" | Mô tả "Những chi tiết rõ ràng về xe" | Mô tả "Những chi tiết rõ ràng về xe" | Mô tả "Những chi tiết rõ ràng về xe" | Mô tả "Những chi tiết rõ ràng về xe" | Mô tả "Những chi tiết rõ ràng về xe" | Mô tả "Những chi tiết rõ ràng về xe" |
| Tiêu chuẩn châu Âu cho những nơi ít hơn 500 xe/năm     | Định danh nơi sản xuất trên thế giới | Định danh nơi sản xuất trên thế giới | 9                                    | Mô tả "Những đặc điểm đặc thù của xe" | Mô tả "Những đặc điểm đặc thù của xe" | Mô tả "Những đặc điểm đặc thù của xe" | Mô tả "Những đặc điểm đặc thù của xe" | Mô tả "Những đặc điểm đặc thù của xe" | Mô tả "Những đặc điểm đặc thù của xe" | Mô tả "Những chi tiết rõ ràng về xe" | Mô tả "Những chi tiết rõ ràng về xe" | Mô tả "Những chi tiết rõ ràng về xe" | Mô tả "Những chi tiết rõ ràng về xe" | Mô tả "Những chi tiết rõ ràng về xe" | Mô tả "Những chi tiết rõ ràng về xe" | Mô tả "Những chi tiết rõ ràng về xe" | Mô tả "Những chi tiết rõ ràng về xe" |
| Bắc Mỹ, nơi sản xuất hơn 500 xe / năm                  | Định danh nơi sản xuất trên thế giới | Định danh nơi sản xuất trên thế giới | Định danh nơi sản xuất trên thế giới | Đặc điểm của xe                       | Đặc điểm của xe                       | Đặc điểm của xe                       | Đặc điểm của xe                       | Đặc điểm của xe                       | Mã kiểm tra                           | Năm của Model                        | Số hoạch định                        | Dãy số tuần tự                       | Dãy số tuần tự                       | Dãy số tuần tự                       | Dãy số tuần tự                       | Dãy số tuần tự                       | Dãy số tuần tự                       |
| Bắc Mỹ, nơi sản xuất ít hơn 500 xe / năm               | Định danh nơi sản xuất trên thế giới | Định danh nơi sản xuất trên thế giới | 9                                    | Đặc điểm của xe                       | Đặc điểm của xe                       | Đặc điểm của xe                       | Đặc điểm của xe                       | Đặc điểm của xe                       | Mã kiểm tra                           | Năm của Model                        | Số hoạch định                        | Định danh của dòng xe                | Định danh của dòng xe                | Định danh của dòng xe                | Dãy số tuần tự                       | Dãy số tuần tự                       | Dãy số tuần tự                       |

## Vị trí VIN
VIN có thể nằm ở một số vị trí trên chiếc xe, nhưng phổ biến nhất trên bảng điều khiển (bạn có thể nhìn thấy qua kính chắn gió) và nhãn dán bên cửa của tài xế. Trong một số xe, VIN cũng được đặt trên động cơ, mui xe, và các bộ phận khác.

## Sử dụng VIN trong quá trình mua xe
Khi mua xe cũ nhiều thông số sẽ được tiết lộ qua VIN như: Số máy, thông tin thu hồi, bảo dưỡng... cho nên có rất nhiều điều mà người bán không thể tiết lộ cho bạn khi mua xe cũ, chẳng hạn như thông tin thu hồi sửa chữa xe, thông tin rò rỉ của xe hoặc số km đã chạy. Những điều này và các vấn đề liên quan khác có thể ảnh hưởng đến an toàn, hiệu quả và thậm chí giá trị của một chiếc xe đang sử dụng, để cho việc xác định VIN trở nên khó khăn hơn, người bán có thể cung cấp cho bạn một VIN giả. Nhằm làm che giấu đi những yêu cầu cần thiết đối với một chiếc xe. Người mua có thể nhầm lẫn và đưa ra quyết định mua xe sai lầm.
Việc sử dụng dịch vụ thông tin VIN có thể bảo vệ bạn khỏi gian lận khi bạn có ý định mua một chiếc xe đã qua sử dụng:
- Yêu cầu người bán cung cấp VIN (17 ký tự). Nếu người bán từ chối tiết lộ VIN, có thể là một dấu hiệu cho thấy họ không muốn bạn tìm hiểu lịch sử của chiếc xe. Từ đó bạn có thể đưa ra quyết định có tiếp tục mua nó hay không.
- Khi mua xe bạn có thể yêu cầu một báo cáo lịch sử chính xác từ người bán hàng.